# Mjöbäck
Mjöbäck is een plaats in de gemeente Svenljunga in het landschap Västergötland en de provincie Västra Götalands län in Zweden. De plaats heeft 294 inwoners (2005) en een oppervlakte van 70 hectare.